# WaterWorld Too
WaterWorld Too è una compilation pubblicata dall'etichetta di One Be Lo, Subterraneous Records. È stata pubblicata subito dopo che il gruppo Binary Star di cui One faceva parte si è sciolto. Originariamente avrebbe dovuto essere il seguito di Waterworld ma finì per diventare una compilation che mise in luce tutti gli altri artisti legati all'etichetta, proposti sulle strumentali create dal team The Trackezoids.
Vennero pubblicate solo 4000 copie, è un album molto difficile da trovare ed è oramai diventato oggetto per collezionisti.

## Tracce
1. "Emerge-In-Sea Intro"
2. "Substance" feat. Magestik Legend, Malaki, One Be Lo; prod. One Be Lo
3. "Subterraneous" feat. Magestik Legend, One Be Lo; prod. Ironiclee
4. "The Saga Continues" feat. Kodac, Decompoze, Illite; prod. One Be Lo
5. "Splash" feat. One Be Lo, Decompoze, Kodac, Buff; prod. One Be Lo
6. "Rivers Run Wild" feat. One Man Army, Kodac, Illite, Magestik Legend; prod. Decompoze
7. "Monsters" feat. Magestik Legend, One Be Lo, Malaki; prod. One Be Lo
8. "Mag(nificent) 7" feat. Magestik Legend, Illite, Kodac, Nova Cain, Malaki, One Be Lo, Vital; prod. One Be Lo
9. "Waterlude" feat. Illite, Malaki; prod. One Be Lo
10. "Player Haters" feat. Magestik Legend, Kodac, One Be Lo, Illite, Octaine; prod. Chic Masters
11. "Word Em Up" feat. Boy One Da, Magestik Legend, Illite, Kodac; prod. Phrikshun
12. "Life In The Fast Lane" feat. One Be Lo, Illite, Magestik Legend; prod. One Be Lo
13. "Pistons" feat. Illite, Kodac, The Anonymous, KLM; prod. Chic Masters
14. "Jokes On You" prod. Chic Masters
15. "Mental Planes" feat. One Be Lo, Magestik Legend, Malaki; prod. One Be Lo
16. "Double Essay's (S.S.A)" feat. One Be Lo; prod. Phrikshun
17. "Millipede" feat. One Man Army, Decompoze, Magestik Legend; prod. One Be Lo
18. "Beat Break" feat. DJ Virus
19. "Waterworld Wide" feat. Nick Speed, Magestik Legend, Illite, Kodac, One Be Lo, Malaki, Octaine; prod. One Be Lo